# Alexander Kielland

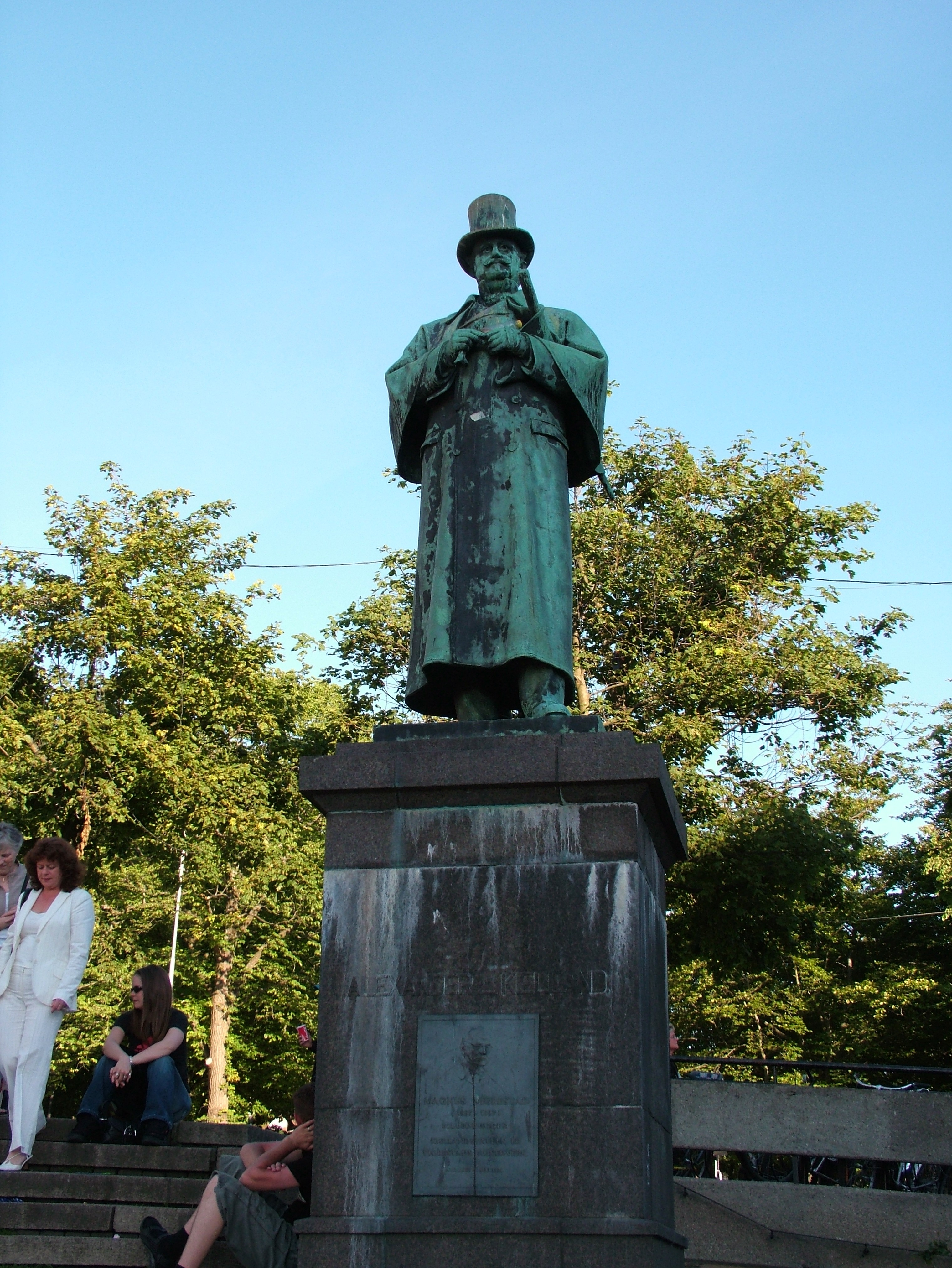
Alexander Kielland

Alexander Lange Kielland (né le 18 février 1849 à Stavanger et mort le 6 avril 1906 à Bergen) est l'un des plus grands auteurs norvégiens du XIXe siècle. Avec Ibsen, Bjørnson, Knut Hamsun et Lie, il est présenté par son éditeur Gyldendal comme l'un des cinq plus grands auteurs de la littérature norvégienne.
La majeure partie de la production de Kielland est parue au début et au milieu des années 1880. L'action de ses romans se situe principalement à Stavanger et dans sa région et dénonce l'hypocrisie de la petite ville, l'exploitation bourgeoise des travailleurs, le système scolaire fait de rabachage et l'Église. Kielland écrivait d'une pointe acérée et était souvent sarcastique.

## Biographie

### L'enfance
Alexander Kielland est né en 1849 dans une riche famille de Stavanger, une des plus anciennes familles de marchands de la ville et on aurait pu croire son destin de commerçant tout tracé. Cependant, le père de Kielland était très religieux et a fait son possible pour protéger son fils de la vie des affaires afin d'éviter qu'il n'aime trop l'argent. Le jeune Alexandre fut envoyé dans une école religieuse de Stavanger où il obtint de bonnes notes sans s'y plaire pour autant. Il devait plus tard régler ses comptes avec cette école et ses méthodes d'éducation dans son roman Gift (marié).
Les passe-temps de Kielland pendant son enfance étaient le dessin et la flûte, ainsi que la pêche à la mouche. Sa mère mourut juste avant son treizième anniversaire. Une nouvelle femme s'installa à la maison, qui avait une vision stricte de la religion, au moins autant que le père. Elle éleva ses beaux-enfants de manière très stricte.

### Les études
À l'âge de 17 ans, Kielland se fiança avec Beate Ramsland qui avait 16 ans. À la fin de ses études à l'école religieuse de Stavanger, il partit avec Beate pour Kristiania (aujourd'hui Oslo). Il y étudia le droit, non pas par intérêt mais parce que c'étaient les études les plus courtes qu'il puisse entreprendre. Il acheta une fabrique de tuiles à Stavanger qu'il géra jusqu'en 1881. Pendant ce temps il lisait beaucoup, du droit mais aussi des lectures radicales et de la philosophie.

### Voyages et début littéraires
En 1878, Kielland partit pour la France où il rencontra Bjørnstjerne Bjørnson. Kielland montra ce qu'il avait écrit à son nouvel ami qui l'encouragea et lui fournit un éditeur. Les débuts littéraires de Kielland eurent lieu en 1879 avec la parution d'un recueil de nouvelles Noveletter. Dans les années 1881 - 1883, Kielland habita au Danemark où il passa beaucoup de temps avec son modèle Georg Brandes. À son retour à la maison, il garda contact avec Brandes par correspondance.
Parmi les philosophes qui intéressèrent Kielland, on compte Charles Darwin, John Stuart Mill, Georg Brandes et Søren Kierkegaard. Il n'est pas surprenant qu'il se soit constitué une image de gauche et de radical. Il écrivit surtout des romans réalistes et critique à la fois la société, l'école et la religion, souvent de façon satirique. Lorsque Jonas Lie et Bjørnstjerne Bjørnson essayèrent de lui faire obtenir une bourse de poète du parlement en 1885, la proposition fut repoussée parce que Kielland, à travers ses écrits et ses poèmes, présentait un danger pour le calme et l'ordre publics.

### Carrière administrative
En 1889 et 1890, Kielland travailla pour le journal Stavanger Avis. Deux ans plus tard il fut élu maire de Stavanger et en 1902 préfet de l'amt de Romsdal (aujourd'hui comté (fylke) du Møre og Romsdal). Une fois en poste dans ses fonctions administratives, il ne publia plus beaucoup. Une autre raison vient de ses problèmes de santé car Kielland était devenu extrêmement gros et avait beaucoup de problèmes dans ses activités quotidiennes.
Alexander Kielland est mort le 6 avril 1906 à Bergen  à l'âge de 57 ans.

## Œuvre

### Nouvelles
- Novelletter, 1879
- Nye Novelletter, 1880
- To Novelletter fra Danmark, 1882
- Les Lions de Fontainebleau", textes choisis par Owe Apeland et traduits du norvégien par Eric Eydoux, Caen, Le Bois Debout, 1992, 118 pages.

### Romans
- Garman & Worse, 1880
- Arbeidsfolk, 1881
- Else, 1881
- Skipper Worse, 1882
- Gift, 1883
- Fortuna, 1884
- Sne, 1886
- Sankt Hans Fest, 1887
- Jacob, 1891

### Théâtre
- Paa Hjemvejen, 1878
- Hans Majestæts Foged, 1880
- Det hele er Ingenting, 1880
- Tre par, 1886
- Bettys Formynder, 1887
- Professoren, 1888

### Essais
- Forsvarssagen, 1890
- Mennesker og Dyr, 1891
- Omkring Napoleon, 1905

### Lettres
- Brev 1869-1906, 4 bind, 1978-1981